# Gautari
Gautari (nep. गौतारी) – gaun wikas samiti we wschodniej części Nepalu w strefie Sagarmatha w dystrykcie Siraha. Według nepalskiego spisu powszechnego z 2001 roku liczył on 642 gospodarstw domowych i 3648 mieszkańców (1841 kobiet i 1807 mężczyzn).